# Terej australský
Terej australský (Morus serrator) je mořský pták z čeledi terejovitých žijící především na jižním a východním pobřeží Austrálie a na ostrovech Nového Zélandu.
Dospělí jedinci jsou převážně bílí s černým pruhem na odtokové hraně a konečcích křídel a černými ocasními pery. Hlava je barevnější, se žlutým nádechem a modro-černým okolím očí. Hnízdí v koloniích převážně na ostrovech, ale i na útesech hlavní pevniny.
Podobně jako jiní terejové, i terej australský loví prudkým nárazem do vody krakatice a malé ryby plující mělce pod hladinou. Netrpí žádnými přírodními ani lidskými ohroženími a jeho populace roste, proto je klasifikován jako málo dotčený taxon.